# Зоряний хірург (роман Вайта)
«Зоряний хірург» (англ. Star Surgeon) — науково-фантастичний роман північноірландського письменника Джеймса Вайта, опублікований 1963 року. Входить до серії «Головний сектор».

## Сюжет
Доктор Конвей повинен мати справу з пацієнтом без свідомості, за класифікацією ЕЛьФ, який може бути канібалом або напівбогом, або обома постатями одночасно. Він прийшов з «іншої галактики», і вид добре відомий, майже сумно відомий, до янів, які також з іншої галактики. Він має надзвичайно довге життя і регулярно проходить повне омолодження, включаючи мозок та пам’ять, щоб зберегти себе молодим. Роблячи це, він стає практично безсмертним. Попри те, що пацієнт залишався без свідомості, він, здається, мав здатність опиратися найпотужнішим лікам і чинити опір хірургічному втручанню, щоб вилікувати стан шкіри. Згодом це виявилося справою «лікаря» організації, яка являє собою розумну, організовану колекцію мікроскопічних клітин типу вірусу. Як тільки доктор Конвей усвідомлює це, він використовує дерев’яний кіл, щоб змусити «лікаря» ЕЛьФа зосередитися на одному невеликому місці, після чого його вилучають з пацієнта, інформують про його фізіологічні проблеми пацієнта та вводять кіл назад. Пацієнт, якого звуть Лонвеллін, швидко одужує, і він продовжує робити те, що в нього виходить найкраще: добросовісні місії, які передбачають взяття культур планети назад і витягування їх «за їх завантаження». Його особлива місія, цього разу, полягає в тому, щоб вилікувати хвору планету під назвою Етла, для чого ЕЛьФ наймає доктора Конвея та «Монітор Корпс», щоб допомогти йому. Коли імперія, яка контролює планету Етла, помилково тлумачить зусилля Лонвелліна як акт війни, то оголошує війну космічному госпіталю Головного сектору.
Конвей допомагає організувати евакуацію більшості персоналу станції та пацієнтів, а після смерті або травми старшого персоналу стає найстаршим лікарем, що вижив. Після жорстокої серії нападів і з госпіталем на межі поразки група солдатів Федерації та Імперії переконує Конвея допомогти у заколоті проти командира Федерації Дермода. Солдатам Імперії було сказано, що Федерація напала на Етлу, а не намагалася їй допомогти, але побачивши, як на всіх станціях однаково ставляться до будь-яких жертв, і, зокрема, бачити, як Конвей морально зламався після того, як не врятував життя інопланетного солдата Імперії, переконуються в тому, що їм брехали.

## Головні герої
- Доктор Конвей — Лікар Головного сектору, який відповідає за лікування Лонвелліна.
- Медсестра Марчисон — медична сестра Головного сектору, яка має романтичні стосунки з Конвеєм.
- Лонвеллін — довгожитель і доброзичливий інопланетянин. Лікується Конвеєм, стає другом і союзником Головного сектору.
- О'Мара — головний психолог Головного сектору, віддає команди та накази всім лікарям.